# Aller (Mid Devon)
Aller – przysiółek w Anglii, w Devon. Leży 19,4 km od miasta Exeter, 77,7 km od miasta Plymouth i 239,3 km od Londynu. Aller jest wspomniana w Domesday Book (1086) jako Alre/Alra/Avra/Avvra.